# David Faustino

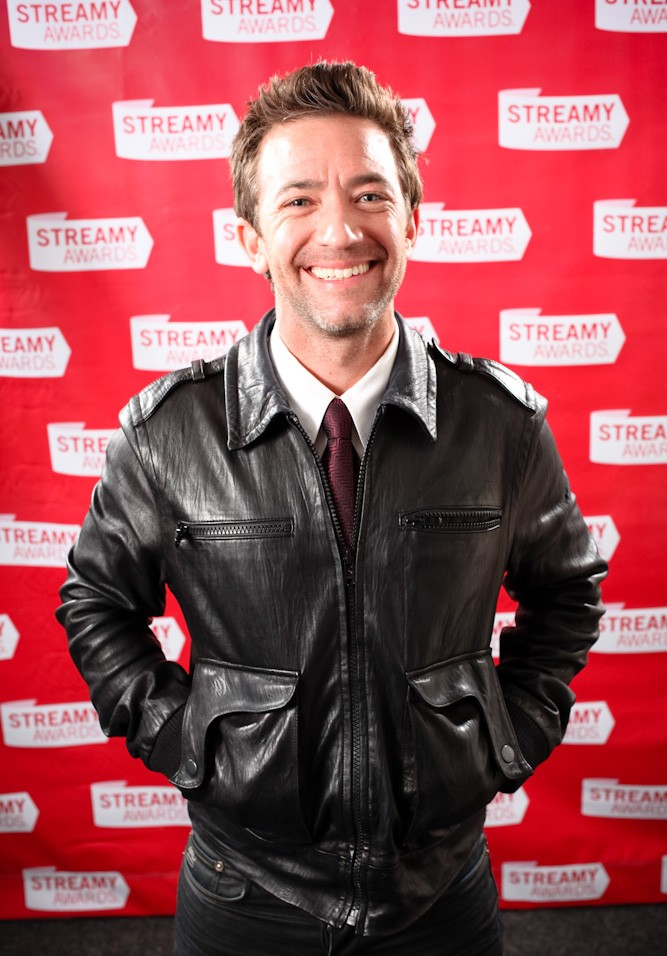
David Faustino (2009)

David Anthony Faustino (* 3. März 1974 in Los Angeles, Kalifornien) ist ein US-amerikanischer Schauspieler, Synchronsprecher und Sänger.

## Leben
David Faustino wurde als Sohn des Politikers Roger Faustino und dessen Frau Kay Freeman geboren. Bereits im Alter von drei Monaten hatte er seinen ersten Auftritt vor einer Fernsehkamera in The Lily Tomlin Special. Sein Bruder Michael Faustino ist ebenfalls Schauspieler.
Außerhalb der Vereinigten Staaten wurde David Faustino durch die Rolle als Budrick „Bud“ Bundy in der Fernsehserie Eine schrecklich nette Familie (original Married … with Children) bekannt. Des Weiteren hatte er Gastauftritte in Fernsehserien wie Akte X, Unsere kleine Farm, Twilight Zone, Parker Lewis – Der Coole von der Schule oder Auf schlimmer und ewig und in Musikvideos von Jeru the Damaja und KRS-One.
Neben seiner Schauspielerei war David Faustino Anfang der 1990er Jahre Mitglied in der Rap-Band Outlaw Posse, mit der er 1992 ein Album mit dem Titel Balistyx und die Single I Told Ya veröffentlichte.
Faustino war seit Januar 2004 mit der Schauspielerin Andrea Elmer verheiratet und betrieb mit ihr zusammen in Los Angeles die Diskothek Balistyx Club. Seit Mai 2006 lebte das Paar getrennt. Im Februar 2007 reichte Faustino die Scheidung ein, welche im selben Jahr rechtskräftig wurde.
Laut Fox News wurde David Faustino im Mai 2007 in New Smyrna Beach mit Vorwurf der Trunkenheit und des Drogenkonsums am Steuer kurzzeitig festgenommen. Polizisten fanden ihn mit starken Ausfallerscheinungen hinter dem Steuer seines Fahrzeugs vor. Bei der Durchsuchung wurde zudem Marihuana gefunden, was zu einer Anzeige wegen Drogenbesitzes führte.
2009 spielte Faustino sich selbst in Star-ving, einer wöchentlichen Online-Serie auf dem zu Sony Pictures Entertainment gehörenden Videoportal Crackle. Die Serie, in der Faustino eine überzeichnete Version seiner selbst spielt, wurde unter anderem von Faustino selbst und dem Parker-Lewis-Darsteller Corin Nemec entwickelt.
In den letzten Jahren arbeitete er vermehrt als Synchronsprecher.
Im November 2015 brachte seine Lebensgefährtin Lindsay Bronson eine gemeinsame Tochter zur Welt.
2017 spielte er in der Fernsehserie Bones abermals sich selbst.

## Filmografie (Auswahl)

### Als Schauspieler
- 1980: Ein Akt der Liebe (Act of Love, Fernsehfilm)
- 1980: Unsere kleine Farm (Little House on the Prairie, Fernsehserie, Folge 7x05)
- 1981: Die Hölle des Bill Carney (The Ordeal of Bill Carney, Fernsehfilm)
- 1981: Trapper John, M.D. (Fernsehserie, Folge 3x09)
- 1982: Eigentlich wollte ich zum Film (I Ought to be in Pictures)
- 1982: Unter den Augen der Justiz (In the Custody of Strangers)
- 1983: Summer Girl – Wenn Leidenschaft zum Albtraum wird (Summer Girl)
- 1983: Fantasy Island (Fernsehserie, Folge 7x08)
- 1983: Ein Richter sieht rot (The Star Chamber)
- 1983: Familienbande (Family Ties, Fernsehserie, Folge 2x10)
- 1984: Love Boat (Fernsehserie, Folge 7x18)
- 1984: Chefarzt Dr. Westphall (St. Elsewhere, Fernsehserie, Folge 3x03)
- 1985: Ein Engel auf Erden (Highway to Heaven, Fernsehserie, Folge 1x14)
- 1985: Love, Mary (Fernsehfilm)
- 1985: Agentin mit Herz (Scarecrow and Mrs. King, Fernsehserie, Folge 3x07)
- 1986: Twilight Zone (The Twilight Zone, Fernsehserie, Folge 2x03)
- 1987: Monster Busters (The Monster Squad)
- 1987–1997: Eine schrecklich nette Familie (Married with Children, Fernsehserie, 259 Folgen)
- 1990: Parker Lewis – Der Coole von der Schule (Parker Lewis Can’t Lose, Fernsehserie, Folge 1x09)
- 1991: Perfect Harmony (Fernsehfilm)
- 1986, 1992: CBS Schoolbreak Special (Fernsehserie, Folgen 4x01, 10x02)
- 1994: Burkes Gesetz (Burke’s Law, Fernsehserie, Folge 1x07)
- 1994: Männer lügen (Men Lie)
- 1994: Der Kuss des Skorpions (Fatal Vows: The Alexandra O’Hara Story, Fernsehfilm)
- 1996: Ein Tödlicher Coup (Dead Man’s Island), (Fernsehfilm)
- 1996: Kiss & Tell
- 1997: MADtv (Fernsehserie, Folge 2x21)
- 1998: 12 Bucks
- 1998: Criminal Desire (Lovers and Liars)
- 1999: Dirt Merchant
- 1999: Shot Down (The Heist)
- 1999: Jesse (Fernsehserie, Folge 1x11)
- 1999: Die neue Addams Familie (The New Addams Family, Fernsehserie, Folge 1x38)
- 1999: Auf schlimmer und ewig (Unhappily Ever After, Fernsehserie, Folge 5x17)
- 2000: Get Your Stuff
- 2000: Nash Bridges (Fernsehserie, Folgen 5x19, 6x02)
- 2001: MacArthur Park
- 2002: Akte X – Die unheimlichen Fälle des FBI (The X Files, Fernsehserie, Folge 9x18)
- 2004: The Help (Fernsehserie, 5 Folgen)
- 2004, 2009: Entourage (Fernsehserie, Folgen 1x02, 6x11)
- 2005: Nice Guys
- 2005: One on One (Fernsehserie)
- 2005: Freezerburn
- 2006: Living High – Was für ein Trip! (Puff, Puff, Pass)
- 2007: Spread Entertainment (Fernsehserie, Folge 1x19)
- 2007: Leo (Kurzfilm)
- 2008: The Hustle
- 2008: Boston Strangler: The Untold Story
- 2008: Working Title als Hines
- 2009: Star-Ving (Internetserie, 12 Folgen)
- 2009: Busted
- 2010: The Bollywood Boys
- 2013: Modern Family (Fernsehserie, Folge 4x16)
- 2013: Bad Samaritans (Fernsehserie, 5 Folgen)
- 2015: Entourage
- 2015: The Exes (Fernsehserie, Folge 4x15)
- 2016: Saltwater: Atomic Shark (Saltwater) (Fernsehfilm)
- 2017: Bones – Die Knochenjägerin (Bones, Fernsehserie, Folge 12x10)

### Als Synchronsprecher
- 2011–2013: Winx Club … als Helia
- 2012–2014: Die Legende von Korra (The Legend of Korra) … als Mako
- 2013–2014: DreamWorks Dragons … als Dagur